# Cappella del beato Bonaventura
La Cappella del beato Bonaventura si trova a Potenza.

## Storia
Le notizie storiche che ci pervengono legate alla cappella risalgono al lontano 1651. Fu qui che nacque Carlo Antonio Gerardo Lavanca, conosciuto come Frate Bonaventura e successivamente beatificato nel 1775 dal papa Pio VI. Successivamente alla sua morte l'abitazione venne lungamente utilizzato a fini privati finché agli inizi del Novecento il vescovo Tiberio Durante decise di trasformarla in un luogo di culto, rendendo la casa natale del beato una cappella.

## Architettura
La locazione della cappella è nel vicolo dedicato al beato omonimo adiacente a via Pretoria, a Potenza.
Elemento fondamentale e pregiato della cappella è il portale in pietra calcarea settecentesco, la cui origine è forse da ricercare nel Monastero di San Luca. Impreziosito da vari elementi decorativi, fra di essi spiccano le due teste alate di due cherubini che sormontano lo stipite dell'ingresso. Sopra di esse si trova uno stemma francescano, ordine di cui faceva parte il frate.
Internamente la cappella è divisa in un unico locale, ricco di oggetti di valore.
Fra di essi spiccano un olio su tela dell'ultima cena, realizzato dal pittore Mario Prayer, assieme ad altri oli su tela che vanno a rappresentare l'Addolorata, San Giovanni e il Crocifisso, risalenti agli anni cinquanta. Anche la volta è decorata con alcune opere del medesimo artista, che raffigurano i quattro evangelisti. Altro ritratto è quello dietro l'altare che rappresenta l'estasi del beato. 
In una nicchia la cappella contiene la reliquie del beato: alcuni vestisti del santo custoditi in un reliquario di legno dorato.
L'unico altare della cappella è in pietra rossa di Avigliano.